# ソフィアン・ダアム
ソフィアン・ダアム（Sofiane Daham 、1996年1月15日 - ）は、アルジェリア・サイダ出身のプロサッカー選手。LBシャトールー所属。ポジションは、ミッドフィールダー。

## 経歴
2016年1月、ソショーとプロ契約を結んだ。
2021年7月2日、LBシャトールーに2年契約で移籍した。